# Давыденко, Николай Владимирович

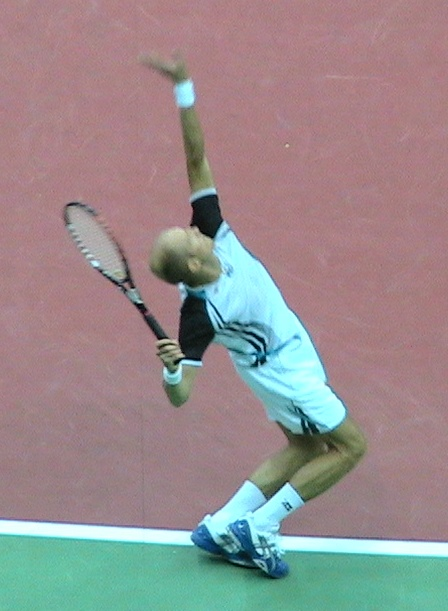
Николай Давыденко на Кубке Кремля-2009

Николай Владимирович Давыде́нко (родился 2 июня 1981 года в Северодонецке, СССР) — российский теннисист, заслуженный мастер спорта, бывшая третья ракетка мира в одиночном разряде. За карьеру выиграл 21 турнир ATP в одиночном разряде, в том числе Итоговый турнир 2009 года и три турнира серии Мастерс. За карьеру 4 раза играл в полуфиналах турниров Большого шлема, в том числе 10 раз — в четвертьфиналах.

## Общая информация
Николай родился 2 июня 1981 года в Северодонецке в семье Владимира и Татьяны Давыденко. Начал заниматься теннисом в возрасте 7 лет, совместно со своим старшим братом Эдуардом. В возрасте 11 лет он уезжает из родного города в российский город Волгоград. Инициатором отъезда выступил его старший брат, который на тот момент в Волгограде работал детским тренером и мотивировал переезд брата тем, что профессиональный рост брата на родине невозможен. Через четыре года братья принимают решения перебраться в Германию в Зальмталь.
Я прожил в России четыре года, постоянно тренировался под руководством Эдуарда, который не давал мне никакой передышки. Затем мы уехали в Германию. Наш давний знакомый, который жил там, убедил брата, что для меня это будет лучше. В Европе я мог играть больше турниров и зарабатывать больше денег, чем в России.Николай Давыденко
В Германии братья прожили три года и подавали запрос на получение гражданства Германии, однако федерация тенниса Германии не оказала содействия этой заявке, и в результате они вернулись в Россию. В 1999 году Николай в возрасте 18 лет сменил украинское гражданство на российское. В 2007 году Николай также подавал заявление на гражданство Австрии.
Жена — Ирина Давыденко (девичья фамилия Васина). До замужества пробовала себя в профессии фотомодели. Свадьбу сыграли 25 ноября 2006 года в Москве. С будущей женой Давыденко познакомился в 2003 году в Чехии во время матчей кубка Дэвиса. Ирина приехала туда с группой болельщиков и жила в одной гостинице с Николаем. 17 апреля 2012 года у них родилась дочь Екатерина, 9 мая 2015 года — сын Константин, 23 декабря 2017 года — сын Дмитрий.
Тренер — старший брат Эдуард Давыденко, лауреат национальной теннисной премии «Русский кубок» в номинации «Тренер года» (2005, 2006).
Награды
Неоднократный лауреат национальной теннисной премии «Русский кубок» в номинации «Теннисист года» (2003, 2006, 2009).
Инвентарь
Ракетка — Prince Sports EXO3 TOUR 100.
По словам самого Николая, последние пару лет до завершения карьеры он выходил на корт в ASICS, до этого — Airness. В момент попадания Давыденко в десятку у него не было спонсора. Это произошло в середине года, когда бюджеты спортивных компаний уже расписаны и у всех свои игроки. Николаю спонсорский контракт предложила французская Airness, которая на тот момент вообще не была представлена в туре. По словам самого Давыденко, ему очень понравилось раскручивать этот бренд.

 Я два года с ними был и очень рад. Мне нравится эксклюзив, мне нравится то, чего у других нет. Они платили не так много. Но мне, например, фанаты говорили: «Дай мне свою футболку». Нигде не могут купить. Я говорю: «Эксклюзив». — 
Стиль игры
Давыденко — типичный игрок задней линии. Для своего телосложения подаёт достаточно мощно, максимальная скорость подачи 216 км/час, процент попадания первым мячом очень высокий. Исповедовал активный, атакующий стиль игры. Очень темповой теннисист, на задней линии перебегать и переиграть его могли единицы. Один из самых быстрых игроков как по работе ног, так и по темпу игры. Приём подачи агрессивный и один из лучшиx в мире. Физика не очень, к концу матча уставал. Форхенд и бэкхенд очень стабильные. Игровой козырь Давыденко — точный и резкий удар слева, этим вывернутым бэкхендом Николай часто обводил атакующих игроков под острым углом, потрясающая реакция россиянина и его скорость передвижения по корту в комплекте с умением предугадывать намерения соперника и отражать даже очень мощные смэши. Когда Николай находился в хорошей форме, несмотря на быстрый активный теннис, допускал очень мало невынужденных ошибок. Испытывал проблемы с подобными себе по стилю игры, умеющими держать мяч в игре (Ллейтон Хьюитт, которому Давыденко уступил все четыре очные встречи, Гастон Гаудио, Давид Налбандян, Жиль Симон). Как слабое место Давыденко можно назвать игру у сетки. Tактически не очень гибок, один план на игру — перебегать. Любимое покрытие — хард, на ковре тоже играл отлично. На траве почти всегда играл неудачно.

## Спортивная карьера

### Начало карьеры
Профессиональную карьеру Давыденко начал в 1999 году. В 2000 году выиграл первый турнир из серии «фьючерс». В июле того же года дебютировал в ATP-туре. Пройдя квалификационный отбор на турнире в Амстердаме, Николай с ходу смог дойти до полуфинала турнира, обыграв Марианно Сабалету, Яна Симеринка и Томаса Беренда. В августе одержал победу на «челленджере» в Мёнхенгладбахе.
Сезон 2001 года начал с выступления на турнире в Ченнае, где проиграл на старте Байрону Блэку. Затем Давыденко дебютировал на турнире из серии Большого шлема Открытом чемпионате Австралии и дошёл до второго раунда. На этой стадии он встретился с № 15 в мировом рейтинге австралийцем Патриком Рафтером и хоть проиграл 4-6, 6-2, 3-6, 6-7(4), но сыграл достойно чем обратил на себя внимание теннисных специалистов. В феврале он травмировал спину и не выступал на турнирах 6 недель. На Открытом чемпионате Франции в стартовом матче обыграл Йонаса Бьоркмана 6-3, 6-2, 6-3, но во втором раунде по всем статьям проиграл своему ровеснику, № 6 на тот момент в мире Ллейтону Хьюитту 0-6, 1-6, 3-6. В июле Давыденко выиграл «челленджер» в Ульме и впервые вошёл в первую сотню в мировом рейтинге. Ещё один «челленджер» в 2001 году он выиграл в сентябре в Стамбуле. В октябре он вышел в четвертьфинал на турнире в Базеле.
В январе 2002 года на турнире в Дохе сыграл два матча подряд против россиян. В первом раунде обыграл Михаила Южного 6-4, 6-2, а затем уступил № 4 в мире на тот момент Евгению Кафельникову 7-6(4), 4-6, 4-6. На Открытом чемпионате Австралии он выбывает уже в первом раунде. На Открытом чемпионате Франции, как и год назад, дошёл до второго раунда. На первом для себя Уимблдонском турнире уступил в первом раунде. В июле вышел в четвертьфинал в Бостаде. На Открытом чемпионате США Давыденко дошёл до второго раунда. В сентябре он победил на «челленджере» в Щецине. В октябре он выходит в четвертьфинал в Вене, обыграв по пути Давида Налбандяна и Радека Штепанека. Сезон он завершил на 81-м месте в рейтинге.

### 2003—2005 (первые титулы и топ-10)
2003 год
2003 год Давыденко начинает весьма удачно. На старте сезона он выигрывает свой первый титул ATP на турнире в Аделаиде. В финале он переиграл Кристофа Влигена 6-2, 7-6(3). На Открытом чемпионате Австралии он выбыл в первом раунде, уступив в пятисетовом матче Яркко Ниеминену 3-6, 6-3, 6-3, 2-6, 5-7. В феврале вышел в четвертьфинал в Сан-Хосе. В апреле Давыденко удалось завоевать второй титул. На этот раз на грунтовом турнире в Эшториле. В финале он выиграл у Агустина Кальери 6-4, 6-3. В том же месяце он вышел в четвертьфинал в Барселоне. В мае Давыденко вышел в финал турнира в Санкт-Пёльтене, где уступил № 4 в мире Энди Роддику 3-6, 2-6. На Открытом чемпионате Франции уже во втором раунде жребий свёл его с № 1 в мире на тот момент австралийцем Ллейтоном Хьюиттом, которому Николай уступает 3-6, 6-4, 3-6, 6-7(5). На Уимблдонском турнире он неожиданно оступается в первом раунде, уступив 489-му в мире и попавшему на турнир по специальному приглашению британцу Ли Чайлдсу. На Открытом чемпионате США Давыденко в первом раунде побеждает игрока топ-20 Максима Мирного, но во втором раунде проигрывает американцу Тейлору Денту. Концовка сезона Давыденко не удалась. На всех турнирах ATP он выбывал в первом же раунде и в итоге имел неутешительный результат из 7 поражений подряд.
2004 год
Неудачно выступать на турнирах Давыденко продолжил и в 2004 году. На старте сезона он не смог преодолеть порог второго раунда. Результаты вернулись к россиянину в апреле. На турнире серии Мастерс в Монте-Карло ему удаётся выйти в четвертьфинал. Уже на следующем турнире в Мюнхене Давыденко удаётся завоевать титул, обыграв в финале Мартина Веркерка 6-4, 7-5. В мае на турнире в Санкт-Пёльтене он выходит в четвертьфинал. На Открытом чемпионате Франции уже в первом раунде ему в соперники достался № 3 в мире Гильермо Кориа, которому Давыденко уступил без борьбы 4-6, 2-6, 0-6. Также в первом раунде он уступает и на Уимблдоне. В июле он вышел в полуфинал в Штутгарте. В августе принял участие в Летних Олимпийских играх в Афинах, где в одиночном турнире в первом раунде уступил № 1 в мире на тот момент швейцарцу Роджеру Федереру 3-6, 7-5, 1-6. В парном турнире Давыденко выступил не намного лучше, дойдя совместно с Игорем Андреевым до второго раунда. В конце августа он вышел в четвертьфинал на турнире в Лонг-Айленде. На Открытом чемпионате США Давыденко впервые для себя на турнирах Большого шлема оказывается в третьем раунде. В конце сентября он выходит в четвертьфинал в Палермо. В октябре он завоевал титул на турнире в Москве, обыграв в финале британца Грега Руседски 3-6, 6-3, 7-5. Сезон он впервые завершил в топ-30.
2005 год
Сезон 2005 года Давыденко начинает с полуфинала на турнире в Дохе. На первом в сезоне турнире Большого шлема Открытом чемпионате Австралии ему удалось впервые в карьере выйти в четвертьфинал. Для этого он переиграл в том числе двух игроков из первых пятнадцати (Тима Хенмена и Гильермо Каньяса). Матч 1/4 финала против Энди Роддика Давыденко, испытывая проблемы с дыханием и головной болью, не смог завершить и закончил борьбу при счёте 3-6, 5-7, 1-4 не в свою пользу. Проблемы со здоровьем он уже начал испытывать во время матча с Каньясом и по признанию Николая если бы он не выиграл в трёх сетах, то уже мог отказаться от борьбы в четвёртом. В феврале он вышел в четвертьфиналы в Роттердаме и Дубае.
В грунтовой части сезона Давыденко смог в апреле выйти в полуфинал турнира в Барселоне. Ещё два раза в полуфинал он выходит на Мастерсе в Гамбурге и турнире в Санкт-Пёльтене. На Открытом чемпионате Франции Николай впервые смог выйти в полуфинал. В третьем раунде он легко обыграл Томми Хаас 7-5, 6-0, 6-0, в четвёртом раунде — прошлогоднего финалиста Гильермо Корию 2-6, 6-3, 7-6(1), 6-2, а в четвертьфинале в пяти сетах — испанца Томми Робредо 3-6, 6-1, 6-2, 4-6, 6-4. В полуфинале в пятисетовой борьбе он хотя и вел в решающем сете 4-2, но проиграл четыре гейма подряд и уступил аргентинцу Мариано Пуэрте 3-6, 7-5, 6-2, 4-6, 4-6. Уже после турнира в крови аргентинца были найдены следы запрещённого вещества этилэфрина, и он был дисквалифицирован. После выступления во Франции Давыденко впервые в карьере вошёл в рейтинге в первую десятку, обосновавшись на 7-й позиции.
На Уимблдонском турнире Давыденко отказался от борьбы на стадии второго раунда. Также не смог он завершить борьбу ещё на двух турнирах в июле: в первом раунде турнира в Гштаде и в полуфинале турнира в Штутгарте. В августе вышел в четвертьфинал на Мастерсе в Цинциннати, где уступил Хьюитту. На Открытом чемпионате США проиграл во втором раунде Парадорну Шричапану 4-6, 5-7, 3-6. В октябре Николай вышел в полуфинал в Меце и четвертьфинал в Санкт-Петербурге. В начале ноябре вышел в четвертьфинал Мастерса в Париже. В конце сезона впервые принимает участие в Итоговом турнире ATP. На групповом этапе он сумел одержать три победы из трёх, обыграв Андре Агасси, Гастона Гаудио и своего обидчика на Открытом чемпионате Франции Мариано Пуэрту. В полуфинале Давыденко проиграл другому аргентинцу Давиду Налбандяну, который и стал чемпионом турнира. Сезон он завершил на высоком 5-м месте в мировом рейтинге. Кроме этого, он впервые по итогам сезона стал первым в рейтинге из российских теннисистов, сменив на этом посту Марата Сафина.

### 2006—2008 (победа в Кубке Дэвиса и первый титул на Мастерсе)
2006 год

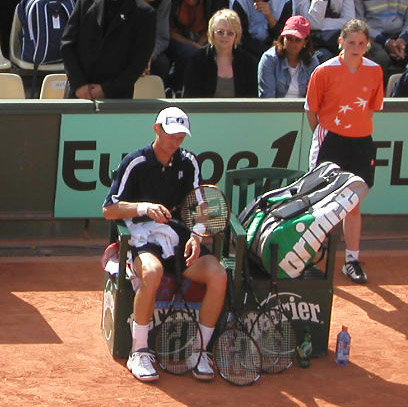
Давыденко на Открытом чемпионате Франции-2006

После успешного прошлого сезона, новый сезон 2006 года Давыденко начинал в ранге одного из лидеров мирового тенниса. Старт сезона он принял в Дохе, где дошёл до четвертьфинала. На турнире в Сиднее он дошёл до полуфинала. На Открытом чемпионате Австралии, как и год назад Николай вышел в четвертьфинал, где уступает № 1 в мире Роджеру Федереру 4-6, 6-3, 6-7(7), 6-7(5). В феврале вышел в полуфинал в Роттердаме. Март-апрель был не слишком удачен по результатам, Давыденко не преодолевал ранних раундов. В мае попадает в финал на турнире в Эшториле, где проигрывает Давиду Налбандяну. На турнире Мастерс в Гамбурге выходит в четвертьфинал. В конце мая защитил свой титул победителя в Санкт-Пёльтене. В финале был обыгран Андрей Павел 6-0, 6-3. На Открытом чемпионате Франции в матче третьего раунда переиграл победителя турнира 1998 года Карлоса Мойю 6-1, 7-5, 6-3, а в четвёртом — победителя 2004 года Гастона Гаудио 6-3, 6-4, 3-6, 6-3. В четвертьфинале он проигрывает Давиду Налбандяну 3-6, 3-6, 6-2, 4-6.
Выступления на траве традиционно закончились для Николая неудачно. На Уимблдонском турнире он выбыл уже в первом раунде, уступив Алехандро Фалье 6-2, 6-7(4), 6-7(8), 3-6. После Уимблдона в июле вышел в финал турнира в Бостаде, где проиграл Томми Робредо 2-6, 1-6. В начале июля выигрывает свой седьмой титул ATP на грунтовом турнире в Сопоте. Ещё один титул (уже на харде) он завоевал в конце августа на турнире в Нью-Хейвене. Успешно сыграл Давыденко на Открытом чемпионате США. Выиграв у Рамона Дельгадо, Николя Маю, Лукаша Кубота, Энди Маррея и Томми Хааса, Николай вышел в полуфинал. Там он проиграл Роджеру Федереру в трёх сетах 1-6, 5-7, 4-6. В сентябре вышел в четвертьфинал в Пекине. В октябре ему покорился Кубок кремля, где в финале он выиграл у Марата Сафина 6-4, 5-7, 6-4. В начале ноября он впервые выиграл турнир серии Мастерс. В Париже в финальной встрече он обыграл Доминика Хрбаты 6-1, 6-2, 6-2. На Итоговом турнире Давыденко не удалось выйти из группы, в которой он проиграл два раза при одной победе. Сезон Николай завершает на высшей для себя позиции в рейтинге — 3-м месте. В самом конце сезона в составе Сборной России участвовал в финале Кубка Дэвиса. В итоге он помог одержать победу над Аргентиной и завоевать трофей.
2007 год

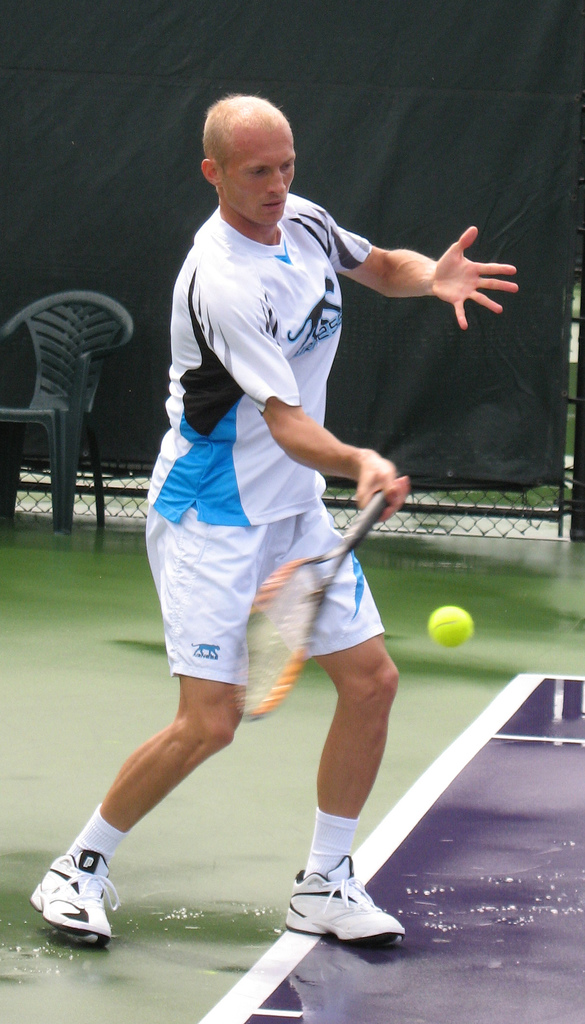
На Мастерсе в Майами 2007 года

Стартовал Давыденко в очередном сезоне с турнира в Дохе, где достиг полуфинала. На Открытом чемпионате Австралии он третий год подряд доходит до стадии четвертьфинала. Путь дальше ему преградил Томми Хаас, которому россиянин проиграл в пяти сетах 3-6, 6-2, 6-1, 1-6, 5-7. На февральском турнире в Роттердаме он вышел в полуфинал. Грунтовую часть сезона начал с выступления в Барселоне, где вышел в четвертьфинал. На Мастерсе в Риме дошёл до полуфинала. Навязав борьбу Рафаэлю Надалю он всё-таки проиграл борьбу за выход в финал 6-7(3), 7-6(8), 4-6. В четвертьфинал он вышел в Пёрчах-ам-Вёртерзе. На Открытом чемпионате Франции Николай обыграл Стефано Гальвани, Вернера Эшауэра, Микаэля Льодра, наконец-то одолел Давида Налбандяна и Гильермо Каньяса. В полуфинале он уступает Роджеру Федереру 5-7, 6-7(5), 6-7(7).
На Уимблдонском турнире Давыденко впервые вышел в четвёртый раунд, но уступил Маркосу Багдатису 6-7(5), 6-7(5), 3-6. В августе вышел в четвертьфинал на Мастерсе в Монреале. На Мастерсе в Цинциннати он выходит в полуфинал. На Открытом чемпионате США Давыденко удаётся пробиться в полуфинал. По пути к нему он обыграл Джесси Левайна, Николаса Кифера, Николаса Альмагро, Ли Хён Тхэка и Томми Хааса, не отдав соперникам ни одного сета. Но, как и на Открытом чемпионате Франции, путь в финал ему закрывает № 1 в мировом рейтинге Роджер Федерер, которому Николай уступил в трёх сетах 5-7, 1-6, 5-7. В октябре он выигрывает Кубок кремля в третий раз в карьере. В финале был обыгран Поль-Анри Матьё 7-5, 7-6(9). На Итоговом турнире Давыденко в группе одержал только одну победу и не смог пройти дальше. Сезон завершил на 4-й позиции.
2008 год

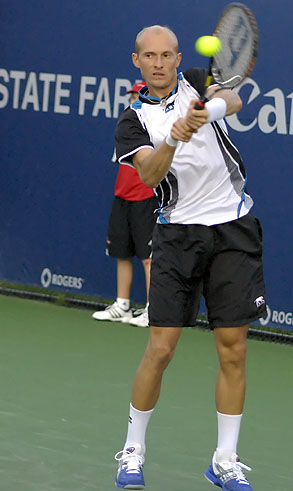
На Мастерсе в Торонто 2008 год

Начал год с выступления на турнире в Дохе, где вышел в полуфинал. После трёх подряд выходов в четвертьфинал Открытого чемпионата Австралии в 2008 году остановился в шаге от этого результата, проиграв в четвёртом раунде Михаилу Южному 6-7(2), 3-6, 1-6. В марте вышел в полуфинал на турнире в Дубае. На турнире серии Мастерс в Майами Давыденко сумел одержать победу, обыграв в полуфинале Энди Роддика 7-6(5), 6-2, а в финале — Рафаэля Надаля 6-4, 6-2. В апреле Николай выходит в финал турнира в Эшториле, но в матче за титул с Роджером Федерером не смог доиграть до конца из-за травмы ноги при счёте 6-7(5), 2-1. В мае выиграл турнир Пёрчах-ам-Вёртерзе, где в финале выиграл
у Хуана Монако 6-2, 2-6, 6-2. На Открытом чемпионате Франции выбыл на стадии третьего раунда, уступив Ивану Любичичу 6-4, 6-2, 3-6, 2-6, 4-6.
В июне Давыденко выиграл грунтовый турнир в Варшаве. В финале он победил Томми Робредо 6-3, 6-3. На Уимблдонском турнире Николай выбывает в первом раунде, проиграв игроку из второй сотни Беньямину Беккеру 4-6, 4-6, 4-6.
Летом принял участие в Олимпиаде в Пекине, которая стала для Николая второй. В парном разряде он с Игорем Андреев дошёл до четвертьфинала. Посеянный под четвёртым номером в одиночных соревнованиях Давыденко оступился на стадии второго раунда, проиграв французу Полю-Анри Матьё 5-7, 3-6. На Открытом чемпионате США он доходит до четвёртого раунда, где проиграл Жилю Мюллеру 4-6, 6-4, 3-6, 6-7(10). На Кубке Кремля 2008 года дошёл до четвертьфинала. Неплохо сыграл в концовке сезона. На Мастерсе в Париже он вышел в полуфинал, переиграв в четвертьфинале № 1 в мире Рафаэля Надаля (на отказе испанца при счёте 6-1 в пользу Давыденко). Затем на четвёртом в своей карьере Итоговом турнире он смог впервые выйти в финал. На групповом этапе Давыденко одержал две победы (над Жо-Вильфридом Тсонга 6-7(6), 6-4, 7-6 и Хуаном Мартином дель Потро 6-3, 6-2) и одно поражение (от Новака Джоковича 6-7(3), 6-0, 5-7). В полуфинале Давыденко обыграл Энди Маррея 7-5, 6-2. В решающей встрече россиянин не сумел переиграть Джоковича и уступил ему уже второй раз по ходу турнира 1-6, 5-7.

### 2009—2011 (победа на Итоговом турнире)
2009 год

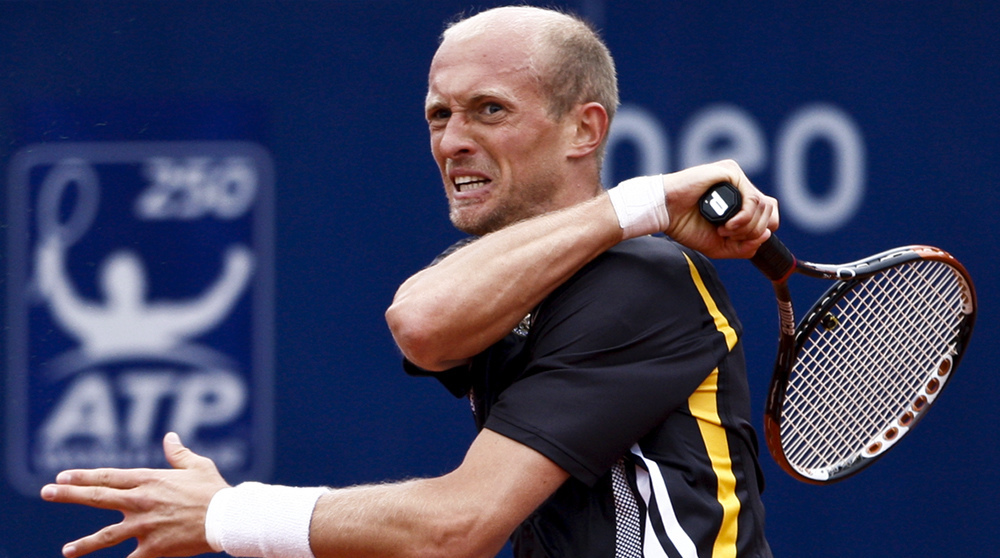
На турнире в Эшториле 2009 года

Давыденко в начале года выступил на выставочном турнире в Абу-Даби, который собрал шесть теннисистов из первой десятки. Давыденко победил Энди Роддика, 6-4, 6-4 и уступил в полуфинале Рафаэлю Надалю, 2-6, 3-6. Первым официальным турниром ATP в сезоне стало выступление в Ченнае, где он уступил во втором раунде Лукашу Длоуги. В дальнейшем из-за травмы пятки Николаю пришлось сняться с Открытого чемпионата Австралии. В тур он вернулся в феврале, выступив на турнире в Роттердаме, где уступил во втором раунде. Но полученная им травма не позволила ему выступить на последующих турнирах, и он снялся с двух Мастерсов в Индиан-Уэлс и Майами. В тур он возвращается в апреле, выступив на Мастерсе в Монте-Карло, где он вышел в четвертьфинал. На турнире в Барселоне Давыденко вышел в полуфинал, где проиграл будущему победителю турнира Рафаэлю Надалю 3-6, 2-6. После турнира он впервые за долгое время покинул пределы первой десятки мирового рейтинга. Полуфинала он также достиг на турнире в Эшториле. На Открытом чемпионате Франции Николай смог пробиться в четвертьфинал, где уступил будущему финалисту Робину Сёдерлингу 1-6, 3-6, 1-6.
На Уимблдонском турнире Николай выходит в третий раунд, где впервые за карьеру проигрывает чеху Томашу Бердыху 2-6, 3-6, 2-6. В июле весьма успешно выступил на грунтовых кортах. На турнире в Штутгарте он вышел в четвертьфинал. Затем в Гамбурге он сумел выиграть 15-й одиночный титул ATP. В финале он переиграл Поля-Анри Матьё 6-4, 6-2 и вернулся в топ-10. Затем в Умаге он выигрывает второй турнир подряд. В финале Давыденко переиграл Хуана Карлоса Ферреро 6-3, 6-0. Первое выступление в августе на хардовых кортах пришлось на Мастерс в Монреале, где он вышел в четвертьфинал. Того же результата добился на турнире в Нью-Хейвене. На Открытом чемпионате Сша ему пришлось зачехлить ракетку на стадии четвёртого раунда, где он при счёте 5-7, 6-3, 2-6 в пользу шведа Сёдерлинга отказался от дальнейшей борьбы из-за травмы.
Взяв паузу до конца сентября, Давыденко успешно вернулся на корт, выиграв титул на турнире в Куала-Лумпуре. В полуфинале он наконец-то обыграл по ходу сезона Робина Сёдерлинга 1-6, 7-6(1), 6-2, а в финале выиграл у Фернандо Вердаско 6-4, 7-5. На турнире в Пекине он выходит в четвертьфинал. На Мастерсе в Шанхае Давыденко смог одержать победу. По пути в финал он переиграл Игоря Куницына, Фернандо Гонсалеса, Радека Штепанека и Новака Джоковича. В финале Давыденко смог выиграть у Рафаэля Надаля 7-6(3), 6-3. В начале ноября дошёл до полуфинала на турнире в Валенсии. На пятом для себя итоговом турнире Давыденко ждал грандиозный успех. Он смог победить, выиграв по ходу турнира двух первых номеров в рейтинге Рафаэля Надаля и Роджера Федерера. Эта победа стала первой для россиян на Итоговом турнире.
| Стадия | Соперник (посев)       | Рейтинг | Счёт             | Время матча |
| Группа | Новак Джокович         | 3       | 6-3, 4-6, 5-7    | 2 ч 47 мин  |
| Группа | Рафаэль Надаль         | 2       | 6-1, 7-6(4)      | 1 ч 48 мин  |
| Группа | Робин Сёдерлинг        | 9       | 7-6(4), 4-6, 6-3 | 2 ч 5 мин   |
| 1/2    | Роджер Федерер         | 1       | 6-2, 4-6, 7-5    | 1 ч 56 мин  |
| Финал  | Хуан Мартин дель Потро | 5       | 6-3, 6-4         | 1 ч 24 мин  |

Давыденко пятый год подряд финиширует в первой десятке, заняв 6-е место.
2010 год

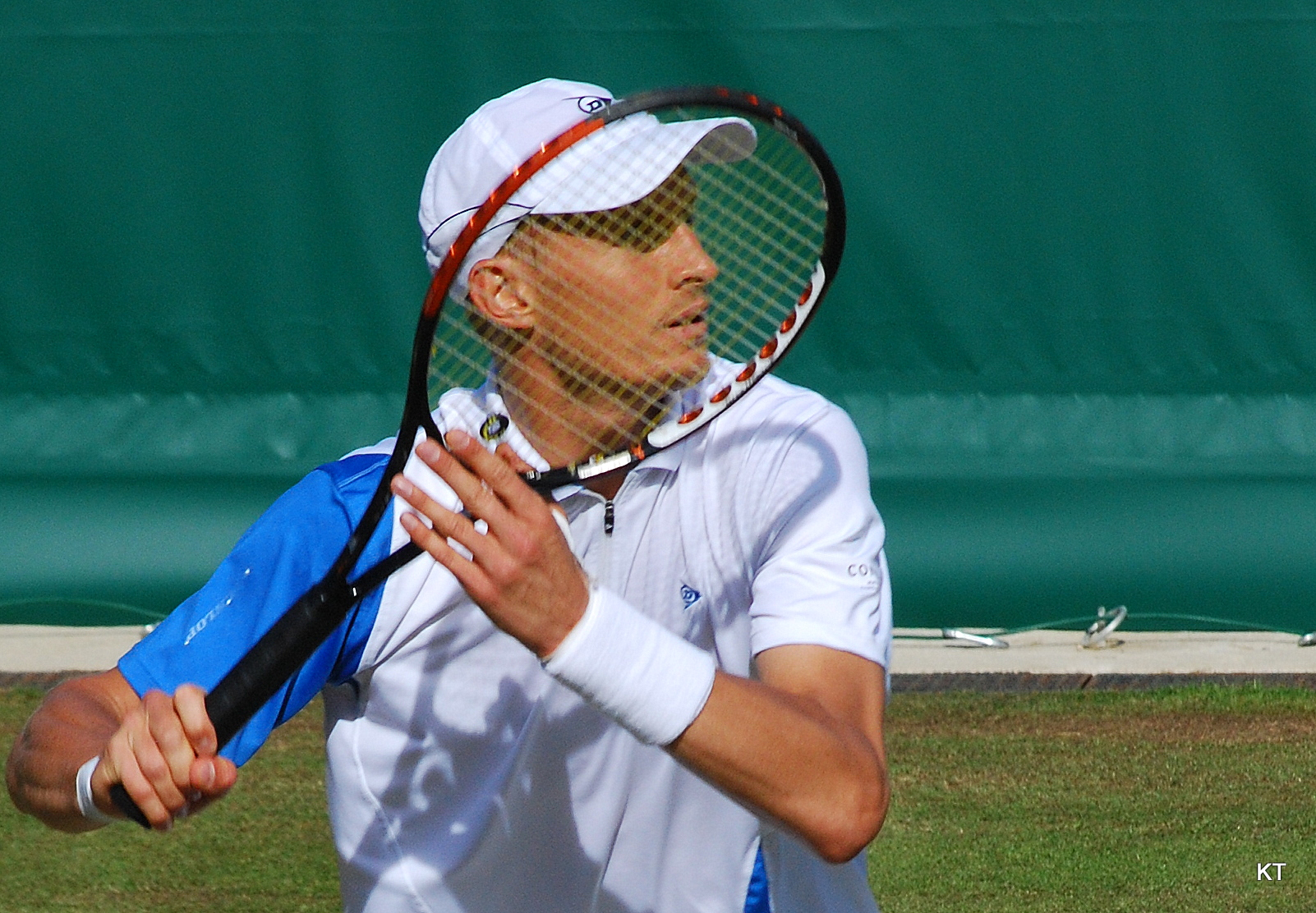
Давыденко в 2010 году

Успешно продолжил выступать после Итогового турнира и в следующим сезоне, если не считать неофициального выставочного турнира в Абу-Даби, где он выбыл на старте, проиграв Давиду Ферреру. На первом для себя в сезоне турнире ATP в Дохе Давыденко смог одержать победу. При этом, как и на Итоговом турнире, он переигрывает двух первых в рейтинге. В полуфинале он обыгрывает Роджера Федерера 6-4, 6-4. В финале он обыграл Рафаэля Надаля. Несмотря на поражение в первом сете со счётом 0-6, в следующих двух он берёт верх 7-6(8), 6-4. На Открытом чемпионате Австралии без труда добрался до четвёртого раунда, где встретился с Фернандо Вердаско. Давыденко сумел переиграть испанца в пяти сетах 6-2, 7-5, 4-6, 6-7(5), 6-3. Таким образом, он довёл свою беспроигрышную серию на официальных турнирах до 14 побед подряд. Следующим его соперником становится Роджер Федерер, у которого Николай смог взять первый сет, но проиграл последующие 6-2, 3-6, 0-6, 5-7.
В феврале выходит в полуфинал на турнире в Роттердаме. На турнире сери Мастерс в Индиан-Уэлсе Давыденко не вышел на матч третьего раунда против Виктора Троицки. Он получил травму запястья ещё на турнире в Роттердаме в матче против Сёдерлинга. Воссиановление заняло несколько месяцев, и Николай вернулся на корт уже после Открытого чемпионата Франции. Первым турниром стал Халле, где он выбыл во втором раунде. Не смог преодолеть эту стадию Давыденко и на Уимблдонском турнире, где уступил Даниэлю Брандсу 6-1, 6-7(5), 6-7(8), 1-6. В июле вышел в четвертьфинал в Умаге, а в августе — на Мастерсе в Цинциннати. На Открытом чемпионате США он проиграл во втором раунде Ришару Гаске 3-6, 4-6, 2-6. В октябре вышел в четвертьфинал в Пекине. Проиграв в первом раунде Мастерса в Шанхае, где он победил год назад, Давыденко покидает первую десятку в мирового рейтинга. В концовке сезона трижды подряд выходит в четвертьфинал (в Монпелье, Валенсии и на Мастерсе в Париже). Завершает сезон Давыденко за пределами первой 20-ки на 22-м месте.
2011 год

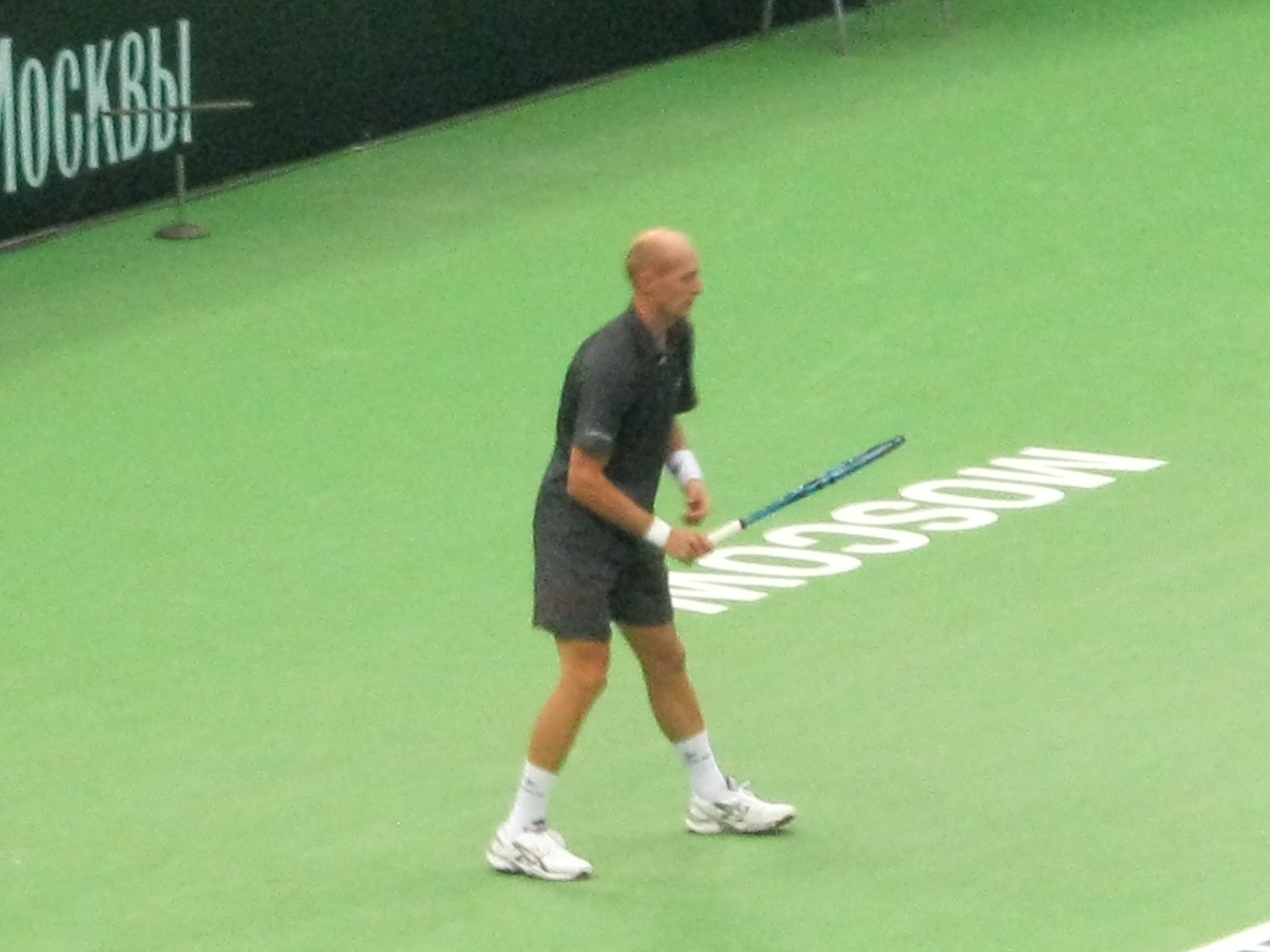
На Кубке Кремля 2011 года

Сезон 2011 года начинается для Давыденко в Дохе, где он в полуфинале победил первую ракетку мира Рафаэля Надаля 6-3, 6-2. В финале он проигрывает Роджеру Федереру 3-6, 4-6. На Открытом чемпионате Австралии Давыденко неожиданно проиграл в первом раунде Флориану Майеру 3-6, 6-4, 6-7(4), 4-6. Затем также в первом раунде он выбывает на турнирах в Роттердаме и Марселе. На турнирах в Дубае и Индиан-Уэлсе Давыденко выбывает на стадии второго раунда, а в Майами и Монте-Карло вновь в первом. На турнире в Барселоне он проиграл в третьем раунде. Сломать неудачную статистику выступлений ему удаётся на турнире в Мюнхене, где он выиграл титул, обыграв в финале Флориана Майера 6-3, 3-6, 6-1. Но как оказалось это был единичный успех и последний одиночный титул Давыденко за карьеру. На Мастерсах в Мадриде и Риме он вновь проиграл в первом раунде, а на Открытом чемпионате Франции проиграл во втором раунде игроку из третьей сотни Антонио Веичу 6-3, 2-6, 5-7, 6-3, 1-6.
На Уимблдонском турнире он проигрывает в трёх сетах в первом раунде игроку из второй сотни Бернарду Томичу 5-7, 3-6, 5-7. Череда поражений в первых раундах продолжилась и на следующих турнирах. На Открытом чемпионате США он дошёл до третьего раунда, где жребий свёл его с № 1 в мире Новаком Джоковичем, которому Николай проигрывает 3-6, 4-6, 2-6. На турнире в Куала-Лумпуре он наконец-то вышел в четвертьфинал, но в поединке с Янко Типсаревичем отказался от продолжение встречи при счёте 1-3 в первом сете. На Кубке Кремля в Москве он вышел в полуфинал, где вновь встретился с Типсаревичем и проиграл ему 2-6, 5-7. До конца сезона он ещё раз смог пробиться в четвертьфинал на турнире в Валенсии. По итогу неудачного для него сезона он стал 41-м в рейтинге, опустившись на 19 мест по сравнению с прошлым.

### 2012—2014 (завершение карьеры)
2012 год

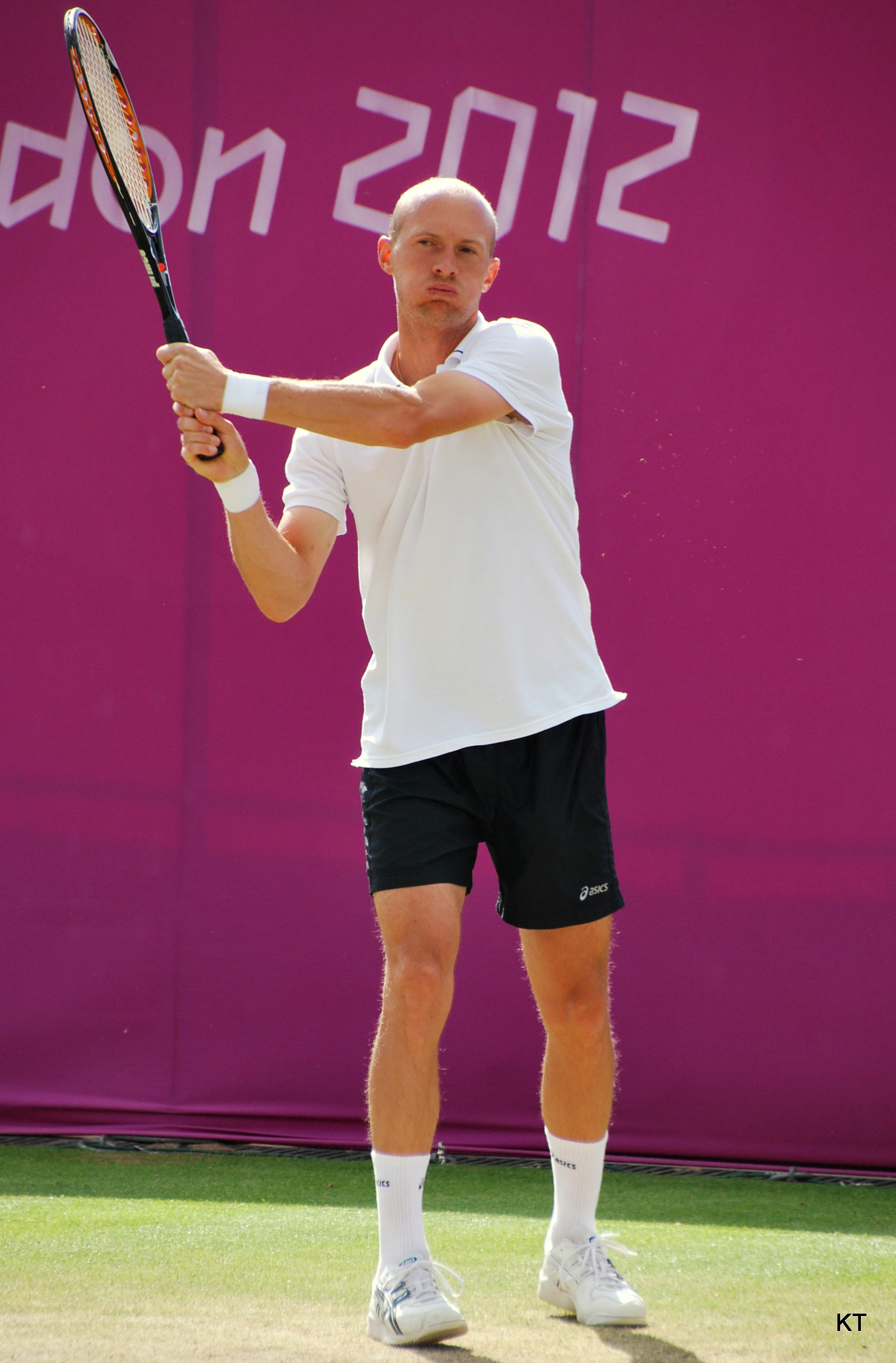
На Олимпиаде в Лондоне 2012 год

Сезон начинает с неудач. На турнире в Дохе, где он два года подряд выходил в финал, на этот раз в первом раунде встретился с Роджером Федерером — соперником по прошлогоднему финалу — и проиграл 2-6, 2-6. Также в первом раунде он выбыл на Открытом чемпионате Австралии, проигав итальянцу Флавио Чиполла 4-6, 6-4, 6-3, 2-6, 1-6. В феврале на турнире в Монпелье во втором раунде проиграл Ришару Гаске. Реванш он берёт на турнире в Роттердаме, обыграв француза в четвертьфинале 7-5, 6-3. В полуфинале Николай проиграл Федереру 6-4, 3-6, 4-6. На турнире в Марселе выбыл во втором раунд, а в Дубае уже в первом. На Мастерсе в Индиан-Уэлсе выйдя в третий раунд не смог сыграть встречу с Томасом Беллуччи. На Мастерсе в Майами проигрывает во втором раунде Джону Изнеру.
В грунтовой части сезона Давыденко выступил также не слишком удачно. На первом таком турнире в Мюнхене выбыл в первом раунде. На Мастерсе в Мадриде во втором проиграл Рафаэлю Надалю, а на Мастерсе в Риме выбыл в пером раунде, уступив Паоло Лоренци 3-6, 6-2, 3-6. На турнире в Ницце ему наконец-то удалось пробиться в полуфинал, обыграв 11-го в мире Джона Изнера 6-4, 7-6(4). В борьбе за выход в финал он уступает Брайану Бейкеру 7-6(5), 4-6, 2-6. На Открытом чемпионате Франции Николай уступил в первом раунде итальянцу Андреасу Сеппи 3-6, 6-7(5), 5-7. На Уимблдонском турнире в перовом раунде он встретился с № 4 в рейтинге Энди Марреем, которому уступил без особой борьбы 1-6, 1-6, 4-6. В июле на турнире в Штутгарте в первом раунде уступил 150-у в мире Дастину Брауну 5-7, 6-3, 6-7(7). На турнире в Гамбурге выбыл во втором раунде выбыл во втором раунде.
В конце июля принял участие в летних Олимпийских играх 2012 года в Лондоне, которые стали для него третьеми в карьере. Николай выбыл на стадии второго раунда как в одиночном, так и в парном разряде. Следующим турниром после Олимпиады стал Мастерс в Цинциннати, где Давыденко дошёл до третьего раунда. На Открытом чемпионате США он вышел во второй раунд. В сентябре попадает в полуфинал на турнире в Меце и четвертьфинал в Куалу-Лумпуре. В концовке сезона принял участие ещё в трёх турнирах, где не смог выйти дальше второго раунда. По итогам сезона занял 44-е место.
2013 год
В самом начале сезона впервые за два года Давыденко вышел в финал. Произошло это на турнире в Дохе, где в полуфинале он сумел обыграть № 5 в мировом рейтинге Давида Феррера 6-2, 6-3. В финале он проигрывает Ришару Гаске 6-3, 6-7(4), 3-6. На Открытом чемпионате Австралии он уже во втором раунде встретился с Роджером Федерером и проиграл 3-6, 4-6, 4-6. На февральских турнирах в Монпелье, Роттердаме и Марселе выбывал на стадии второго раунда. На турнире в Дубае вышел в четвертьфинал, где проиграл Федереру. На Мастерсах В Индиан-Уэлсе и Майами выбыл во втором раунде.
В грунтовой части сезона при подготовке к Открытому чемпионату Франции выступил без особых успехов, имея общий баланс встреч на турнирах 2 победы и 6 поражений. На Открытом чемпионате Франции дошёл до третьего раунда, где проиграл Ришару Гаске 4-6, 4-6, 3-6. Уимблдонский турнир Давыденко пришлось пропустить. В начале августа на Мастерсе в Монреале смог выйти в четвертьфинал, где в матче с Вашеком Поспишилом отказался от продолжения борьбы при счёте 0-3 не в свою пользу. На Открытом чемпионате США он проиграл во втором раунде.
2014 год
В 2014 году результаты Николая резко пошли на спад. На Открытом чемпионате Австралии Давыденко проиграл во втором раунде, а до Открытого чемпионата Франции ни разу не преодолел барьер второго раунда. Однако в феврале Давыденко смог выиграть второй парный титул в туре. Он стал чемпионом в альянсе с Денисом Истоминым на зальном турнире в Монпелье. На Открытом чемпионате Франции Николай в первом же раунде проиграл голландцу Робину Хасе со счетом 5-7, 4-6, 2-6, а после того поражения больше не играл в официальных матчах. Баланс побед и поражений того года — 6-10. В октябре Давыденко объявил об окончании игровой карьеры, упав к тому моменту в третью сотню рейтинга.

## Достижения
Обладатель Кубка Дэвиса (2006) в составе национальной сборной России.
Победитель финала Мирового тура 2009 в одиночном разряде.
Достижения на турнирах Большого шлема в одиночном разряде:
- полуфиналист Открытого чемпионата Франции: 2005, 2007;
- полуфиналист Открытого чемпионата США: 2006, 2007;
- четвертьфиналист Открытого чемпионата Австралии: 2005, 2006, 2007, 2010.

За карьеру Давыденко выиграл 21 турнир ATP в одиночном разряде, в том числе три турнира серии «Мастерс» и финал Мирового тура. Побеждал хотя бы на одном турнире на протяжении 9 сезонов подряд (2003—2011). По числу побед на турнирах ATP в одиночном разряде среди россиян уступает только Евгению Кафельникову (26 побед в 1994—2002 годах). Выиграл более 480 матчей на турнирах ATP, уступая по этому показателю среди россиян также только Кафельникову (609 выигранных матчей).
Заработал за карьеру более 16 млн долларов США призовых, по этому показателю занимает 17-е место среди теннисистов-мужчин за всю историю и лучшее среди тех, кто ни разу не играл в финалах турниров Большого шлема (у Кафельникова более 23 млн). Является одним из немногих теннисистов, имеющих положительный баланс личных встреч с Рафаэлем Надалем (6 — 5). В первой десятке мирового рейтинга в сумме за карьеру находился более 250 недель.
Победа Николая Давыденко в финале Мирового тура 2009 стала первым подобным достижением в истории советского и российского мужского тенниса.